# عبد الله بن محمد بن سعود الكبير
هو عبد الله بن محمد بن سعود بن عبد العزيز بن سعود بن فيصل بن تركي بن عبد الله بن محمد بن سعود نشأ على يد والده الأمير محمد بن سعود الكبير بعد وفاة والدته الأميره وسميه بنت الشيخ حمد بن مكراد آل محفوظ من قبيلة العجمان وبعد ذلك تربى وترعرع في قصر جده الأمير سعود الكبير.

## المولد
ولد الأمير عبد الله بن محمد بن سعود(الكبير) بن عبد العزيز بن الإمام سعود بن الإمام فيصل بن تركي في مدينة الرياض في عام 1344هـ/1926م، وهو أول أبناء الأمير الأمير محمد بن سعود الكبير، و أول حفيد للأميرة نورة بنت عبد الرحمن بن فيصل بن تركي آل سعود، ووالدته وسمية بنت مكراد بن مبخوت من قبيلة العجمان، والتي توفيت بعد ولادته بأشهر، فتولت جدته لأمه صيته المترك رعايته والعناية به حتى سن السادسة من عمره.

### اللقب
اشتهرالأمير بفك الضائقات والكرم الكبير حتى لقب بـ ” الجزل ” معنى الجزل في اللغة: الكريم المعطاء، وتعني أيضا العاقل الجيد الرأي والحكم.

### نشأته
كان الأمير سعود بن عبد العزيز(الكبير) حريصاً على حضور حفيدة مجلسه والذي كان ميزة اكتسب عبد الله منه الكثير، فطلبة العلم والمشايخ كانوا من رواد المجلس الذي كان محموما بالنقاشات وكثير من قراءات الكتب الدينية والتاريخية والأدبية، كما كان الأمير سعود يستقبل في مجلسه مشايخ القبائل، وكل ما كان يدور في ذلك المجلس شكل قاعدة قوية لعبد الله بن محمد تراكمت عليها خبرات ومعارف وتجارب خلاصات ذلك الحضور اليومي لمدرسة الحياة في مجلس الأمير سعود الكبير، وقد سمع عبد الله في المجلس أخبار وأحداث وتاريخ أسرته، كما سمع من جده وكذلك جدته عن كفاح الملك عبد العزيز بن عبد الرحمن في تكوين الوطن، وكل ذلك ساعده على التعرف إلى جوانب كثيرة في الحياة وأنارت له طريقة التعامل مع الآخرين والتبصر بالآداب، والأخلاق الكريمة، وعززت لديه عمق الانتماء لوطنه وهو ماكان يظهر بوضوح عليه مستقبلاً.
وكان لجدته الأميرة نورة بنت عبد الرحمن تأثيرها الواضح عليه فهي كما هو معروف عنها كانت تدفع به إلى الاهتمام بالمجتمع وتفقد حاجات الناس والحرص على إغاثة الملهوف وهو ما حرص عليه بقية عمره.

## ثقافته واهتماماته
نشأته الدينيه ومجالسته للعلماء وطلبة العلم فكان غزير المعرفة واسع الثقافة بعلوم التاريخ والأدب وهو من أبرز الملازمين لمجالس جده الأمير سعود الكبير الذي يعقد حلقات تدريس في داخل قصره داخل الديرة ثم في قصره في ( الشمسية )اهتماماته بالأعمال الأدبيه والفكريه حرص على قراءة كل ما ينشر من الكتب والبحوث الدينيه والأدبيه واهتمام خاص بكتب التاريخ، كما يهوى الرحلات البرية ويعد من الرماة المحترفين

## العائلة
زوجاته
- الأميرة صيتة بنت عبد العزيز آل سعود. والدة الأمير فهد، الأمير بندر، الأمير تركي، الأميرة نورة، والأميرة نوف.
- الأميرة مقبولة بنت سعد بن شبنان آل صالح (من قبيلة العجمان). متوفيه في 28 ديسمبر 2023 وصلي عليها بجامع الإمام تركي بن عبدالله في مدينة الرياض.[2] والدة الأميرة الجوهرة.

### أبناؤه
- الأمير فهد بن عبد الله بن محمد بن سعود الكبير.[3] متزوج من الأميرة نورة بنت فهد بن خالد بن محمد بن عبد الرحمن آل سعود وله من الأبناء الأميرة أروى، الأميرة عريب، الأمير سعود، الأميرة سارة، الأميرة الجوهرة، الأمير تركي، والأمير فيصل.
- الأمير بندر بن عبد الله بن محمد بن سعود الكبير. متزوج من الأميرة مشاعل بنت فيصل بن تركي الأول بن عبد العزيز آل سعود وله من الأبناء الأميرة نوف (كانت متزوجة من الأمير مشعل بن عبد الله بن عبد العزيز آل سعود ولها من البنات الأميرة صيتة، والأميرة مشاعل)[4]، الأمير فيصل، الأميرة فهدة، الأميرة مضاوي، الأميرة بسمة (متزوجة من الأمير بدر بن سعود بن سعد بن محمد بن عبدالعزيز) ، والأميرة ريما (متزوجة من الأمير سلطان بن تركي بن سعود بن محمد).
- الأمير تركي بن عبد الله بن محمد بن سعود الكبير. متزوج من الأميرة نوف بنت عبد الله بن عبد العزيز آل سعود وله من الأبناء الأميرة جواهر (كانت متزوجة من الأمير تركي بن محمد بن فهد بن عبد العزيز آل سعود ولها من البنات الأميرة نوف، الأميرة لولوة، والأميرة نورة)[5]، الأمير فيصل، الأمير فهد (متوفى في 17 ديسمبر 2022)، والأميرة صيتة.

بناته
- الأميرة الجوهرة بنت عبد الله بن محمد بن سعود الكبير. متزوجة من الأمير محمد بن سلمان بن محمد بن سعود آل سعود ولها من الأبناء الأميرة هيفاء، الأمير سلمان، الأميرة دليل، الأمير فيصل، الأمير سعود، والأمير عبد الله. تزوجت إحدى كريماتها من الأمير نايف بن محمد بن سعد الثاني بن عبد الرحمن آل سعود.[6]
- الأميرة نورة بنت عبد الله بن محمد بن سعود الكبير. متزوجة من الأمير خالد بن عبد الله بن عبد العزيز آل سعود ولها من الأبناء الأميرة دنا، الأمير فيصل، الأمير عبد العزيز، الأميرة لطيفة، والأميرة عبير.
- الأميرة نوف بنت عبد الله بن محمد بن سعود الكبير. متزوجة من الأمير فيصل بن خالد بن ناصر بن عبد العزيز آل سعود ولها من الأبناء الأمير عبد الله، الأميرة نورة، الأميرة سارة، والأميرة صيتة. كتب الملك عبد الله بن عبد العزيز آل سعود وصية إليها وذلك قبل وفاته. وأرسل الملك رسالته إلى الأميرة نوف بنت عبد الله بن محمد بن سعود الكبير، وقال فيها: أوصيك وأوصي نفسي بتقوى الله العزيز الحكيم وأن يديم علينا نعمه الظاهرة والباطنة. كُتبت ووقّعت بخط يده. في يوم 1427/3/18هـ، 2006/4/26م.

### إخوانه واخواته
- الأمير فيصل بن محمد بن سعود الكبير[7]
- الأمير سلطان بن محمد بن سعود الكبير
- الأمير تركي بن محمد بن سعود الكبير
- الأمير بندر بن محمد بن سعود الكبير
- الأمير فهد بن محمد بن سعود الكبير
- الأمير سعود بن محمد بن سعود الكبير
- الأمير خالد بن محمد بن سعود الكبير
- الأمير سلمان بن محمد بن سعود الكبير
- الأمير سعد بن محمد بن سعود الكبير
- الأمير عبد العزيز بن محمد بن سعود الكبير
- الأمير بدر بن محمد بن سعود الكبير[8]
- الأميرة حصة بنت محمد بن سعود الكبير
- الأميرة موضي بنت محمد بن سعود الكبير
- الأميرة سارة بنت محمد بن سعود الكبير[9]
- الأميرة منيرة بنت محمد بن سعود الكبير
- الأميرة نورة بنت محمد بن سعود الكبير
- الأميرة نوف بنت محمد بن سعود الكبير
- الأميرة مشاعل بنت محمد بن سعود الكبير
- الأميرة الجوهرة بنت محمد بن سعود الكبير

## وفاته
توفي الأمير عبد الله بن محمد بن سعود الكبير آل سعود في يوم الخميس 16 شعبان 1414هـ الموافق 27 يناير 1994م  ودفن في مقبرة العود بمدينة الرياض.